# Endingen AG
| AG ist das Kürzel für den Kanton Aargau in der Schweiz. Es wird verwendet, um Verwechslungen mit anderen Einträgen des Namens Endingen zu vermeiden. |

Endingen (schweizerdeutsch: Ändige [ˈændigə], surbtalerjiddisch: Endinge [ˈendɪŋə]) ist eine Einwohnergemeinde im Schweizer Kanton Aargau. Sie gehört zum Bezirk Zurzach und liegt im Surbtal, rund vier Kilometer von der Grenze zu Deutschland entfernt. Im 18. und 19. Jahrhundert waren Endingen und das Nachbardorf Lengnau die einzigen Orte der Schweiz, in denen sich Juden niederlassen durften. Bis 1945 hiess die Gemeinde Oberendingen, 2014 erfolgte die Fusion mit Unterendingen.

## Geographie
Das Haufendorf befindet sich bei der Mündung des Littenbachs in die Surb. Das Surbtal, das zunächst in westlicher Richtung verläuft, wendet sich im Dorfzentrum nach Norden. Das Tal verengt sich und wird durch das Ruckfeld im Westen und den Hörndlihau (543 m ü. M.) im Osten begrenzt. Das Ruckfeld ist eine Hochebene, die an ihren Rändern durch steil abfallende, bis zu 40 Meter hohe Flanken begrenzt wird. Der Hörndlihau ist ein Teil des Tafeljuras, die anfangs steile Flanke geht allmählich in eine Hochebene über. Das Gebiet südlich des Dorfes zählt geologisch zur Übergangszone zum Mittelland. Die Hänge des lang gezogenen Siggenbergs, der natürlichen Grenze zum Limmattal, sind bedeutend flacher und gleichmässiger. Etwa einen Kilometer südöstlich des Dorfzentrums liegt der kleine Weiler Loohof (430 m ü. M.). Rund einen Kilometer nördlich des Dorfes, bei der Mündung des Schlierenbachs in die Surb, liegt das Dorf Unterendingen (386 m ü. M.).
Die Fläche des Gemeindegebiets beträgt 1191 Hektaren, davon sind 520 Hektaren bewaldet und 116 Hektaren überbaut. Der höchste Punkt liegt auf 593 Metern auf dem Siggenberg, der tiefste auf 375 Metern an der Surb. Nachbargemeinden sind Tegerfelden im Norden, Zurzach im Nordosten, Lengnau im Osten, Obersiggenthal im Süden und Würenlingen im Westen.

## Geschichte

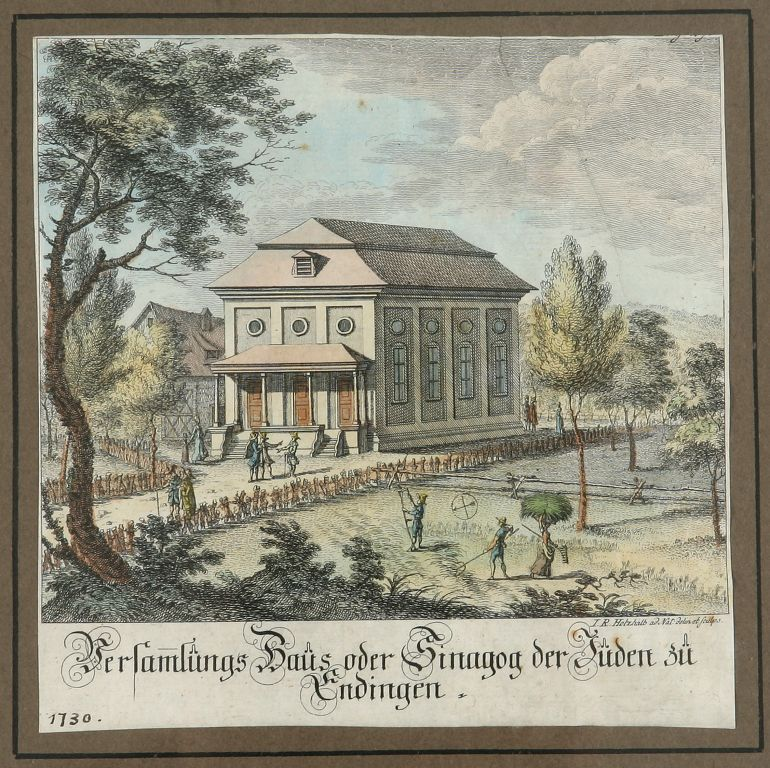
Kupferstich aus dem 18. Jahrhundert zur Synagoge in Endingen, in der Sammlung des Jüdischen Museums der Schweiz.

Einzelne Funde aus der Jungsteinzeit und der Bronzezeit zeugen von einer frühen Besiedlung. Die Alamannen liessen sich ungefähr im 6. Jahrhundert nieder. Die erste urkundliche Erwähnung von Entingas erfolgte im Jahr 798, als der Thurgauer Graf Odalricus dem Kloster St. Gallen einige Grundstücke schenkte. Der Ortsname stammt vom althochdeutschen Antingun und bedeutet «bei den Leuten des Anto». Im Hochmittelalter lag das Dorf im Einflussbereich der Freiherren von Regensberg und des Bistums Konstanz. Ihre Ministerialen waren die Freiherren von Tegerfelden und seit mindestens 1239 die Ritter von Endingen. Ab spätestens 1305 lag die Blutgerichtsbarkeit bei den Habsburgern, während das Kloster St. Blasien die niedere Gerichtsbarkeit ausübte.
1415 eroberten die Eidgenossen den Aargau. Endingen gehörte nun zum Siggenamt der Grafschaft Baden, einer Gemeinen Herrschaft. Ab 1678 siedelten sich erstmals Juden in Endingen an, die ihren Lebensunterhalt vor allem an der international bedeutenden Zurzacher Messe und am Markt in Baden verdienten. Die Juden unterstanden direkt dem Landvogt in Baden; sie durften weder Landwirtschaft betreiben noch ein Handwerk ausüben. Ab 1696 mussten sie sich alle 16 Jahre einen teuren Schutz- und Schirmbrief erkaufen. Den Juden war untersagt, Grund und Liegenschaften zu besitzen. Ab 1776 war das Wohnrecht sämtlicher Juden in der Schweiz auf Endingen und Lengnau beschränkt. Gleichwohl gelang es ihnen, bereits vor der 1776 erlassenen eidgenössischen Tagsatzung, die ihnen in beschränktem Maße Hauseigentum ermöglichte, einzelne Häuser zu erwerben. 1774 bestanden in Endingen und Lengnau zusammen 108 jüdische Haushalte mit 553 Personen, 1792 waren es bereits 147 Haushalte.

Luftansicht (1958)

Im März 1798 nahmen die Franzosen die Schweiz ein und riefen die Helvetische Republik aus, Endingen gehörte zunächst zum kurzlebigen Kanton Baden. Der neue Staat war bald in weiten Kreisen der Bevölkerung verhasst. Dieser Hass entlud sich am 21. September 1802 im so genannten «Zwetschgenkrieg» gegen die Juden, die als Anhänger der neuen liberaleren Ordnung galten. Eine Horde von über 800 Bewohnern aus den Nachbardörfern fiel über Endingen und Lengnau her und bereicherte sich am Hab und Gut der wehrlosen Juden, die christlichen Einwohner hingegen blieben weitgehend unbehelligt.

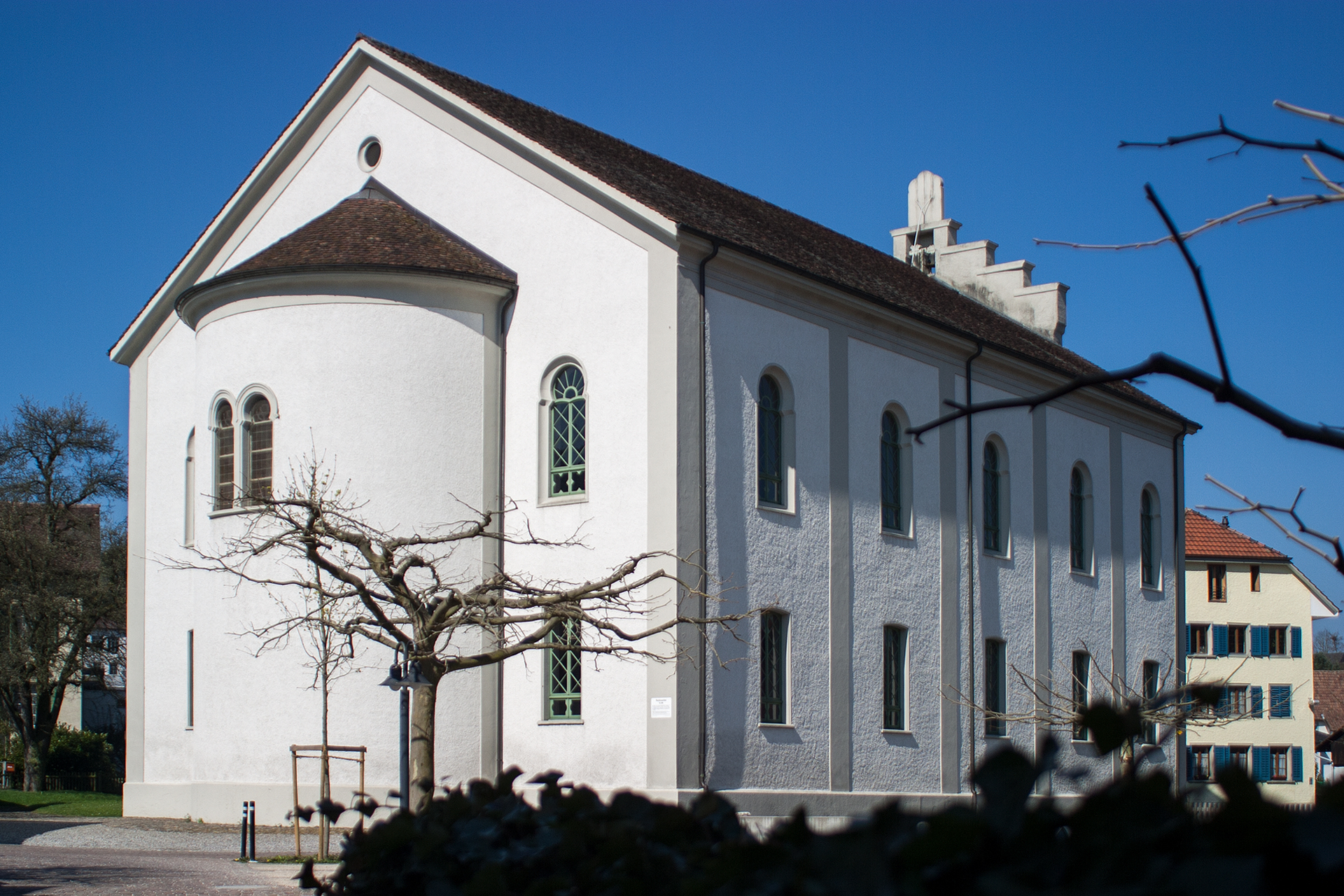
Synagoge Endingen

Seit 1803 gehört Endingen zum Kanton Aargau; damals machten die Juden rund 45 Prozent der Gesamtbevölkerung aus. Im Jahr 1850 zählte die Gemeinde 1941 Einwohner, etwas mehr als die Hälfte davon waren Juden. Die jüdische Korporation verwaltete sich selbst und führte eine eigene Schule. Erst mit der revidierten Bundesverfassung von 1874 erhielten die Juden die vollständige bürgerliche Gleichberechtigung. In der Folge zogen fast alle in die grossen Städte (vor allem nach Zürich), wo sie bessere Verdienstmöglichkeiten vorfanden. Dadurch sank die Bevölkerungszahl des Dorfes um fast die Hälfte. Heute gibt es in Endingen nur noch wenige jüdische Einwohner. Ihre einstige Sprache, das Surbtaler Jiddisch, ist im 20. Jahrhundert ausgestorben.
Nach der Eröffnung der Bahnstrecke Turgi–Koblenz–Waldshut im Jahr 1859 und der Bahnstrecke Dielsdorf–Niederweningen im Jahr 1891 reichten die Gemeinden des Surbtals eine Konzession für den Bau einer Verbindungsstrecke zwischen Niederweningen und Döttingen ein. Doch der Erste Weltkrieg verhinderte den Bau der Surbtalbahn, und das Projekt wurde 1937 endgültig aufgegeben. Seit den 1960er Jahren hat sich in Endingen Kleinindustrie angesiedelt. Die Bevölkerungszahl, die bis zu Beginn der 1970er Jahre stagniert hatte, ist seither wieder ansteigend und hat zu Beginn des 21. Jahrhunderts den Stand des Jahres 1850 überschritten. Am 15. Juni 2012 genehmigten die Gemeindeversammlungen von Endingen und Unterendingen die Fusion beider Gemeinden. In der Volksabstimmung vom 23. September 2012 wurde der Beschluss in Endingen mit 612 zu 55 Stimmen bestätigt, woraufhin der Zusammenschluss am 1. Januar 2014 erfolgte.

## Sehenswürdigkeiten

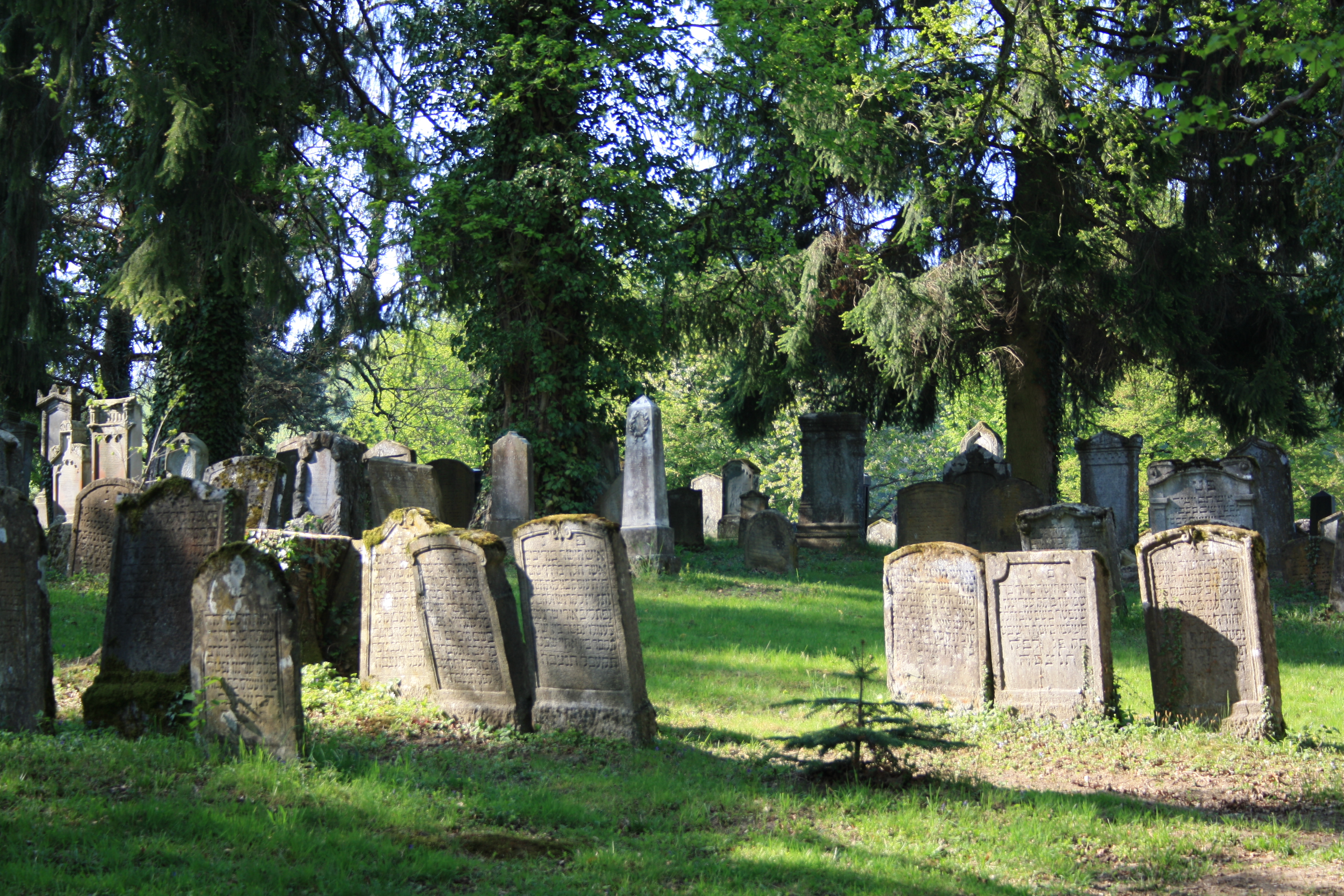
Jüdischer Friedhof Endingen

Wappen bis 2013

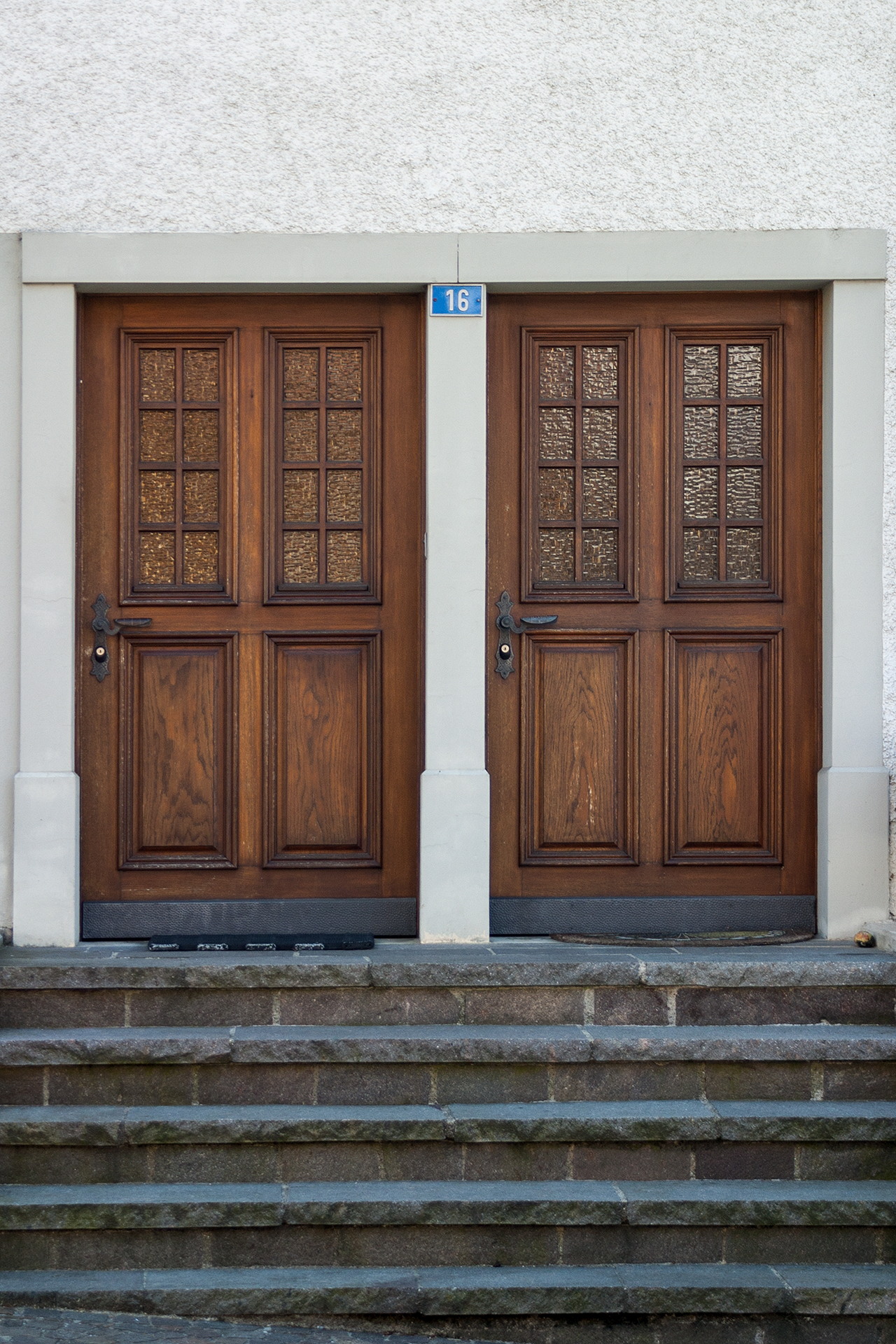
Getrennte Hauseingänge für Christen und Juden

Aus historischen Gründen besitzt Endingen weder eine katholische noch eine reformierte Kirche. Seit 1661 besuchen die Katholiken den Gottesdienst in Unterendingen, die Reformierten in Tegerfelden. Das einzige Gotteshaus ist die Synagoge Endingen. An der Gemeindegrenze zu Lengnau befindet sich der Jüdische Friedhof Endingen.
Zahlreiche Häuser im Dorfzentrum weisen eine architektonische Besonderheit auf. Entgegen den Vorschriften lebten die Juden häufig mit Christen unter einem Dach und umgingen das Verbot, indem sie nicht denselben Hauseingang benutzten. Wohl aus diesem Grund erhielten zahlreiche Häuser zwei unmittelbar nebeneinander liegende Eingänge. Die verschiedenen jüdischen Bauwerke des Dorfes sind durch den Jüdischen Kulturweg Endingen-Lengnau miteinander verbunden. Aus dem Vermittlungsprojekt «Doppeltür» entstand der gleichnamige Verein, der im Oktober 2018 mit dem Kauf eines Doppeltür-Hauses in Lengnau die Realisierung eines Besucherzentrums umzusetzen begann.

## Wappen
Die Blasonierung des Gemeindewappens lautet: «Gespalten von Rot und Gelb, belegt mit gespaltener Lilie von Weiss und Blau.» Ab 1926 führte die Gemeinde das Wappen der Herren von Endingen, dessen älteste bekannte Darstellung aus einem Wappenbuch von 1621 stammt. 1934 fand man jedoch in Unterendingen die Überreste der Burg dieses Ministerialengeschlechts. Unterendingen beanspruchte das Wappen für sich und wandte sich 1953 mit einer Beschwerde an den Regierungsrat, der jedoch zugunsten von Endingen entschied.

## Bevölkerung
Die Einwohnerzahlen entwickelten sich wie folgt:
| Jahr      | 1799 | 1850 | 1900 | 1930 | 1950 | 1960 | 1970 | 1980 | 1990 | 2000 | 2010 | 2020 |
| Einwohner | 1120 | 1941 | 1121 | 1036 | 1082 | 1041 | 1161 | 1503 | 1539 | 1766 | 2009 | 2597 |

Am 31. Dezember 2023 lebten 2703 Menschen in Endingen, der Ausländeranteil betrug 20,4 %. Bei der Volkszählung 2015 bezeichneten sich 40,7 % als römisch-katholisch und 24,2 % als reformiert; 35,1 % waren konfessionslos oder gehörten anderen Glaubensrichtungen an. 92,9 % gaben bei der Volkszählung 2000 Deutsch als ihre Hauptsprache an, 2,4 % Albanisch, 1,2 % Französisch, 1,0 % Italienisch sowie je 0,8 % Englisch und Serbokroatisch.

## Politik und Recht
Die Versammlung der Stimmberechtigten, die Gemeindeversammlung, übt die Legislativgewalt aus. Ausführende Behörde ist der fünfköpfige Gemeinderat. Er wird im Majorzverfahren vom Volk gewählt, seine Amtsdauer beträgt vier Jahre. Der Gemeinderat führt und repräsentiert die Gemeinde. Dazu vollzieht er die Beschlüsse der Gemeindeversammlung und die Aufgaben, die ihm vom Kanton zugeteilt wurden. Für Rechtsstreitigkeiten ist in erster Instanz das Bezirksgericht Zurzach zuständig. Endingen gehört zum Friedensrichterkreis XVII (Zurzach).

## Wirtschaft
In Endingen gibt es gemäss der im Jahr 2015 erhobenen Statistik der Unternehmensstruktur (STATENT) rund 760 Arbeitsplätze, davon 18 % in der Landwirtschaft, 30 % in der Industrie und 52 % im Dienstleistungssektor. Etwa zwei Drittel der Erwerbstätigen sind Wegpendler und arbeiten in den umliegenden Gemeinden sowie in der Region Baden. Auf einer Fläche von 4,5 Hektaren wird am Südwesthang des Hörndlihau Weinbau betrieben, wobei die Sorten Blauburgunder, Maréchal Foch und Riesling die häufigsten sind.

## Verkehr
Endingen liegt an der Hauptstrasse 17, die von Döttingen durch das Surbtal und das Wehntal nach Zürich führt. Vier Postautolinien erschliessen das Dorf: Von Endingen bzw. Tegerfelden zum Bahnhof Baden, vom Bahnhof Brugg zum Bahnhof Bad Zurzach sowie von Döttingen nach Niederweningen. Beim Bahnhof Niederweningen besteht Anschluss an die S-Bahn Zürich. An Wochenenden verkehrt ein Nachtbus von Baden über das Surbtal und Klingnau nach Bad Zurzach.

## Bildung
Die Gemeinde verfügt über Kindergärten und Schulhäuser, in denen die Primarschule und die Bezirksschule unterrichtet werden. Die Realschule und die Sekundarschule können in Lengnau besucht werden. Die nächstgelegenen Gymnasien sind die Kantonsschule Baden und die Kantonsschule Wettingen.

## Sport
Schweizweit bekannt ist der Handball-Verein TV Endingen. Das Team der Männer spielt in der Nationalliga A und trägt seine Heimspiele seit 2016 in der GoEasy Arena in Siggenthal Station aus.

## Persönlichkeiten
- Bruno Bloch (1878–1933), Dermatologe
- Ruth Dreifuss (* 1940), Bundesrätin
- Markus G. Dreyfus (1812–1877), Lehrer und Kämpfer für die Gleichstellung der Juden
- Markus Guggenheim (1885–1970), Biochemiker
- Joël Keller (* 1995), Fussballspieler
- Johannes Emil Keller (1879–1953), Angehöriger der Erweckungsbewegung und Gründer der Keller-Gemeinschaft
- Monika Schärer (* 1968), Moderatorin
- Victor Hermann Umbricht (1915–1988), Jurist und Diplomat
- Julius Bloch Viehändler (1947- ), Präsident Israelitische Kultus Gemeinde Endingen